# Kohoutov (Ždírec nad Doubravou)
Kohoutov (německy Kohoutow) je vesnice, část města Ždírce nad Doubravou. Nachází se asi 1 km severovýchodně od Ždírce. V roce 2015 zde bylo evidováno 55 adres. K 1. červnu 2007 zde žilo 75 obyvatel.
Kohoutov leží v katastrálním území Kohoutov u Ždírce nad Doubravou o výměře 3,87 km2.

## Historie
První písemná zmínka o obci pochází z roku 1650.
Bývaly zde dva hostince: Pátkova Dupanda a Mísařův, pozdější Kubátův. Dále zde byl jeden pekař a krupař, jeden obchod v tzv. Židovně, obuvník, krejčí, zámečník, vykupovač kožek a kapelník. Nejzajímavější z povolání bylo tzv. husactví, které zde provozoval pan Fousek. Spočívalo ve vykupování a prodeji husí z celého širokého okolí, vždy na podzim každého roku. Jinak se na Kohoutově v mnoha chalupách tkalcovalo, jako ostatně skoro všude na Vysočině.
Územněsprávně byl Kohoutov v letech 1869–1950 veden jako obec v okrese Chotěboř, jako část města Ždírce nad Doubravou pak od roku 1961.
| Rok            | 1869 | 1880 | 1890 | 1900 | 1910 | 1921 | 1930 | 1950 | 1961 | 1970 | 1980 | 1991 | 2001 |
| -------------- | ---- | ---- | ---- | ---- | ---- | ---- | ---- | ---- | ---- | ---- | ---- | ---- | ---- |
| Počet obyvatel | 260  | 259  | 269  | 259  | 292  | 251  | 224  | 178  | 186  | 179  | 136  | 92   | 87   |

## Osobnosti
Josef Růžička (1808 - 1872) - rodák, evangelický teolog a literát